# ル・コルビュジエ
ル・コルビュジエ（Le Corbusier、1887年10月6日 - 1965年8月27日）は、スイスで生まれ、フランスで主に活躍した建築家。本名はシャルル＝エドゥアール・ジャヌレ＝グリ (Charles-Édouard Jeanneret-Gris)。
モダニズム建築の巨匠といわれ、特にフランク・ロイド・ライト、ミース・ファン・デル・ローエと共に近代建築の三大巨匠として位置づけられる場合もある（ヴァルター・グロピウスを加えて四大巨匠とみなすこともある）。

## 生涯
ル・コルビュジエは1887年10月6日、スイス北西部のフランス語圏のラ・ショー＝ド＝フォンに時計の文字盤職人の父エデゥアールとピアノ教師の母マリーの次男として生まれた。フレーベル教育を行う幼稚園に通った。
家業を継ぐために時計職人を養成する地元の装飾美術学校で彫刻と彫金を学んだが、専門的な大学教育は受けていない。ル・コルビュジエは時計職人の道を進むつもりだったが、当時時計産業は斜陽化しつつあり、さらにル・コルビュジエは視力が非常に弱く、精密な加工を必要とする時計職人としては重大なハンデを背負っていたため、徐々に別の道へ進むことを模索するようになっていった。
美術学校在学中の1907年に、ル・コルビュジエの才能を見いだした校長のシャルル・レプラトニエの勧めで、建築家のルネ・シャパラと共に最初の住宅『ファレ邸』の設計を手がけている。1908年にパリに移住、鉄筋コンクリート建築の先駆者であるオーギュスト・ペレの事務所に、1910年にはドイツ工作連盟の中心人物であったペーター・ベーレンスの事務所に籍を置き、短期間ではあったが実地で建築を学んだ。
1911年より半年かけベルリンから東欧、トルコ、ギリシャ、イタリアを巡る東方への旅へ出た。ラ・ショー=ド=フォンの美術学校で教鞭を執った後、1914年に鉄筋コンクリートによる住宅建設方法である「ドミノシステム」を発表。1917年にパリへ行き、2年ほど鉄筋コンクリート会社に勤めた。1920年にダダの詩人のポール・デルメ、ピュリスムの画家のアメデエ・オザンファンと共に雑誌『レスプリ・ヌーヴォー』(L'esprit Nouveau、表記は「レスプリ・ヌーボー」とも。) を創刊。この頃からル・コルビュジエというペンネームを用いた（このペンネームは、祖先の名からつけたものである。）。
ル・コルビュジエは「新しい酒は新しい酒袋に入れよ」（マタイ伝：新約聖書）の一節を自らの建築設計に展開し、新しい時代の建築にはレスプリ・ヌーボー（新精神）を取り入れるべきことを提唱した。サヴォア邸はその象徴的なモダニズム建築である。

サヴォア邸

1922年に、ペレの下で働いていた従弟のピエール・ジャンヌレと共に事務所を構えた。1923年に『レスプリ・ヌーヴォー』に掲載された自らの記事をまとめた著作『建築をめざして』を発表し、世界中の建築家から注目を集めた。この著作での「住宅は住むための機械である (machines à habiter)」という言葉は、建築思想を代弁するもので、よく引用紹介されている。

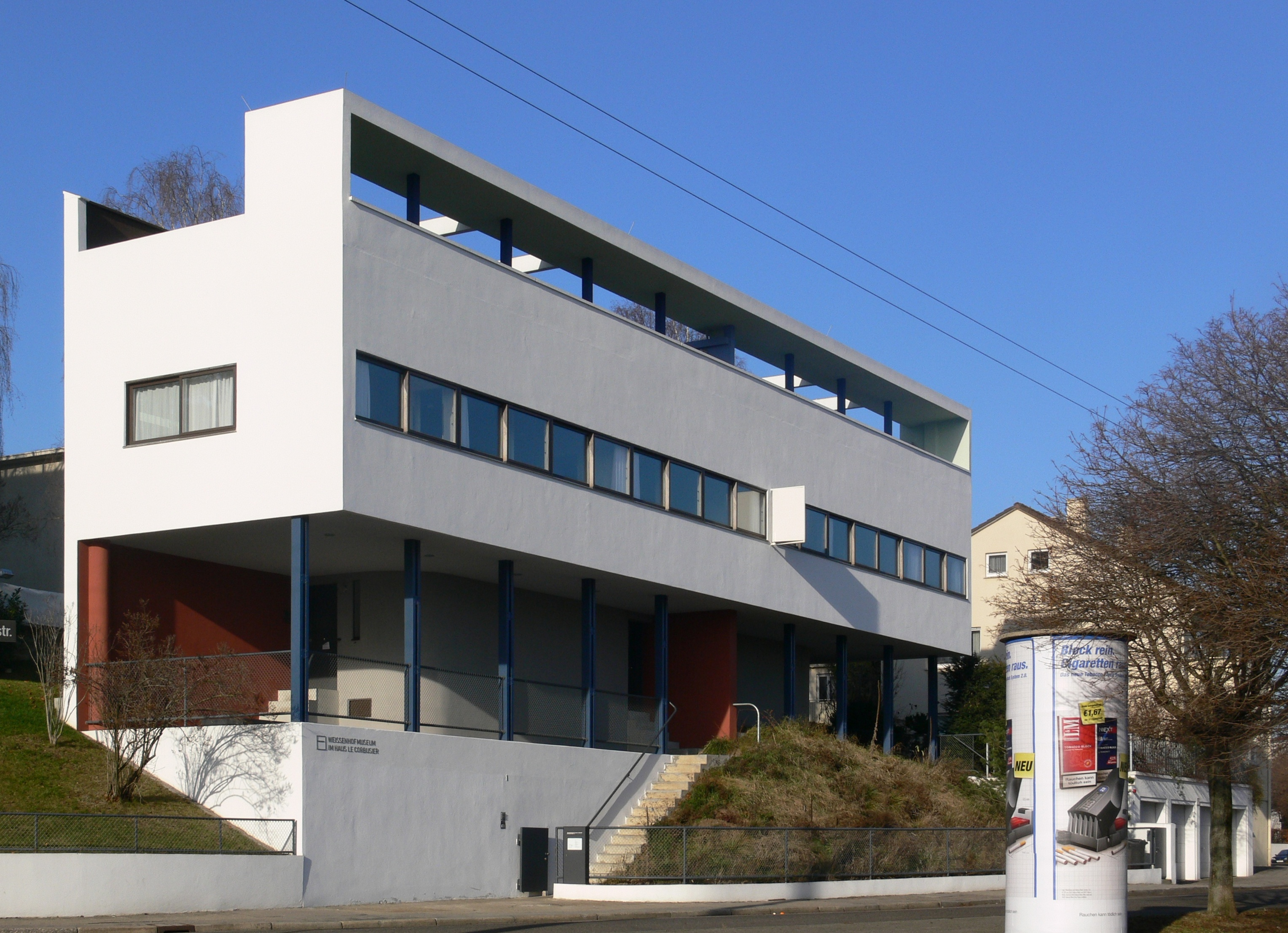
ヴァイセンホーフ・ジードルングの住宅

1925年のパリ万国博覧会（いわゆるアールデコ博）では装飾のない『レスプリ・ヌーヴォー館』を設計し、アール・デコ装飾の展示館が並ぶ中、異彩を放った。また1922年のサロンドートンヌでは『300万人の現代都市』を、1925年にはパリ市街を超高層ビルで建て替える都市改造案『ヴォアザン計画』を、そして1930年には『輝く都市』を発表した。これらは低層過密な都市よりも、超高層ビルを建て、周囲に緑地を作ったほうが合理的であるとするもので、パリでは実現しなかったが、以降の都市計画の考え方に影響を与えた。1927年、ミース・ファン・デル・ローエが中心となり、ヴァイセンホーフで開かれたドイツ工作連盟主催の住宅展（ヴァイセンホーフ・ジードルング）に参加し、2棟の住宅を設計した。
1928年以降に開催されたCIAM（Congrès International d'Architecture Moderne、シアム、近代建築国際会議）では、ヴァルター・グロピウス、ミース・ファン・デル・ローエ、ジークフリート・ギーディオン、ガブリエル・ゲヴレキアンらとともに参加し、中心メンバーとして活躍した。CIAMは国際的な近代建築運動の拠点になった。1930年にはイヴォンヌ・ガリと結婚し、同年にはフランス国籍を取得した。1931年に竣工した『サヴォア邸』は、ル・コルビュジエの主張する「近代建築の五原則」を端的に示し代表作として知られる。1932年にソ連で行われたソビエト宮殿のコンペに応募して敗退したものの、その斬新さは注目を浴び、丹下健三が建築家を志すきっかけにもなっている。1936年にはルシオ・コスタの招聘を受け、ブラジルに滞在し、オスカー・ニーマイヤーと共に旧教育保健省庁舎の設計に携わった。ル・コルビュジエはドイツに協力的なヴィシー政権に与し、ピエール・ジャンヌレはフランスのレジスタンス運動に参加したため、2人は袂を分かつことになったが、戦後再び、チャンディーガルのプロジェクトで協働した。近代建築運動に肯定的なイタリア・ファシスト政権にも接近を試みており、同国が植民地化したエチオピアでの都市建設に参画しようとしたが失敗している。
第二次世界大戦後は、かねてよりの主張の実践である「ドミノシステム」に基づく集合住宅『マルセイユのユニテ・ダビタシオン』(L'unité d'habitation de Marseille) を建設（1947年-1952年）。また1951年からはインド初代首相のジャワハルラール・ネルーの依頼を受け、インドに新都市チャンディーガルを建設する際の顧問として都市計画および主要建築物（議会・裁判所・行政庁舎など）の設計に携わった。また「モデュロール（仏：Modulor）」の理論を提案し、建築の実践の場において機能性あるいは美学の達成への応用とした。

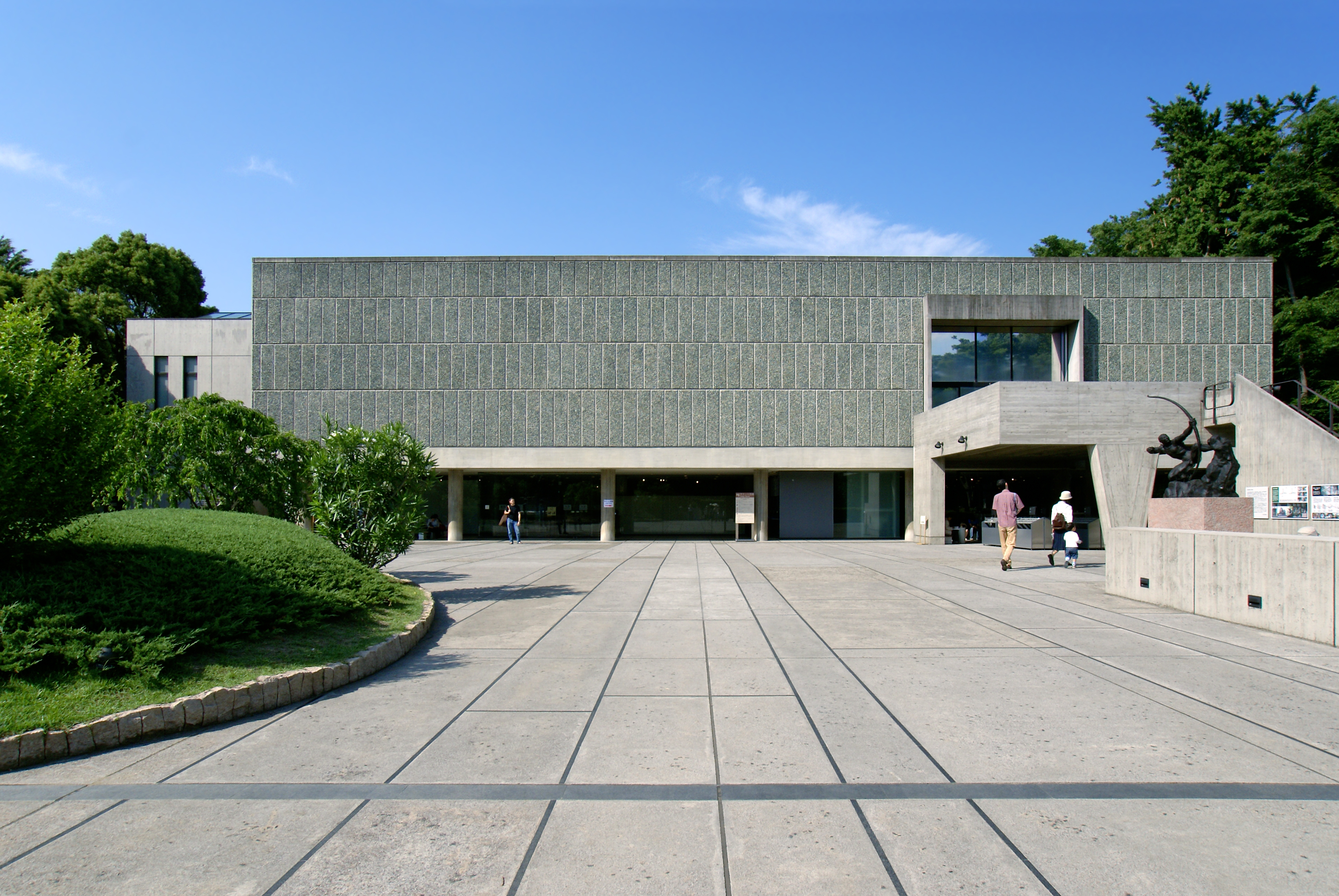
国立西洋美術館、東京・上野公園（基本設計）

後期の代表作『ロンシャンの礼拝堂』（1955年竣工）はカニの甲羅を形どったとされる独特な形態で、シェル構造の採用など鉄筋コンクリートで可能になった自由な造形を示している。ここでは従来主張していた近代建築の指標である機能性・合理性を超える新たな表現に達した。ドミニコ会派のカトリック信者であるル・コルビュジエは、引き続き『ラ・トゥーレット修道院』の設計についても依頼を受けた（1960年竣工）。『国立西洋美術館』（1959年竣工）の基本設計および弟子（前川國男、坂倉準三、吉阪隆正）との協議のため、1955年11月に来日し8日間滞在した。
1960年には自らの仕事の記録を公的に保管することを構想し、1962年にはフランス文化相のアンドレ・マルローにこれを認めさせた。1961年にはAIAゴールドメダルを受賞、1964年にはレジオンドヌール勲章を受章した。
1965年8月27日、南フランスのロクブリュヌ＝カップ＝マルタンで海水浴中に心臓発作で死去した。78歳没。

### 業績

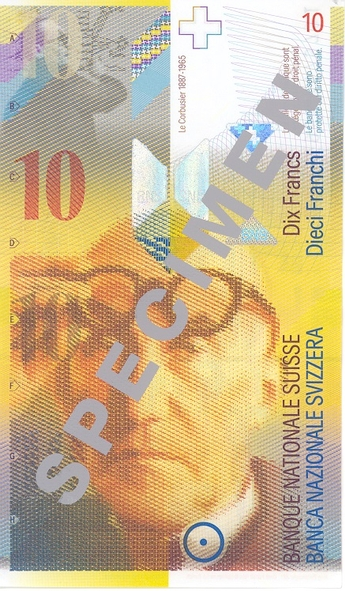
10スイス・フラン札に描かれているル・コルビュジエの肖像画

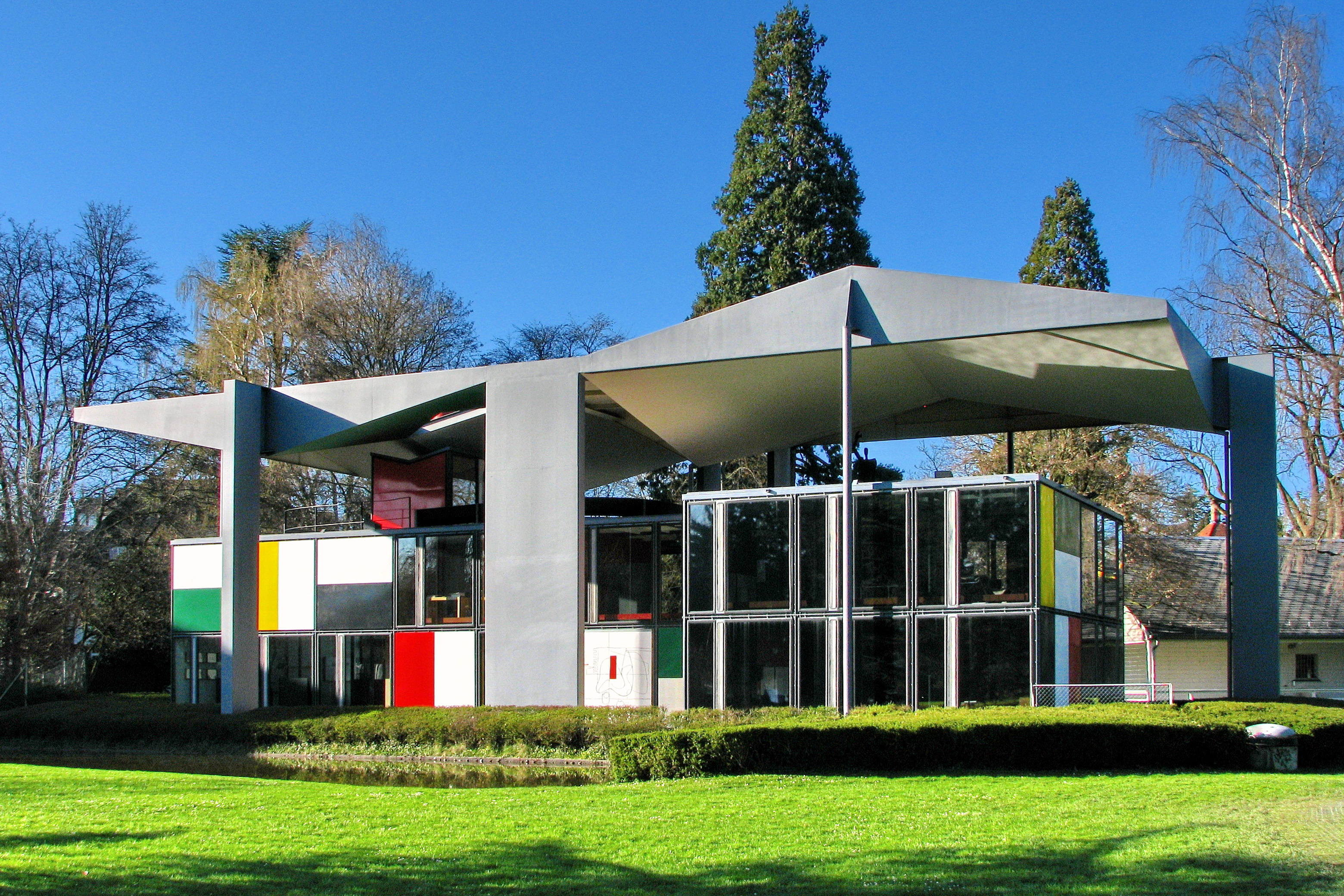
ル・コルビュジエ・センター

画家から出発し、建築家として活動をはじめた後も画家としての制作活動を続けていた。
1997年4月から発行されている、第8次紙幣の10スイス・フランにはル・コルビュジエの肖像と作品が描かれていた。
歴史上の功績は、鉄筋コンクリートを利用し、装飾のない平滑な壁面処理、伝統から切り離された合理性を信条としたモダニズム建築の提唱者ということになる。ル・コルビュジエの思想は世界中に浸透したが、1920年代の近代主義建築の成立過程において建設技術の進歩にも支えられて、とくに造形上に果たした功績が大きい。彼の造形手法はモダニズムの一つの規範ともなり、世界に広がって1960年代に一つのピークを極めた（その反動から1980年代には装飾過多、伝統回帰的なポストモダン建築も主張された）。
西洋では組積造（石積み・レンガ積み）による建築が伝統的だったが、ル・コルビュジエはスラブ、柱、階段のみが建築の主要要素だとするドミノシステムを考案した。その後の代表作『サヴォア邸』は、ル・コルビュジエの主張する「新しい建築の5つの要点（ピロティ、屋上庭園、自由な平面、水平連続窓、自由なファサード）」（近代建築の五原則）を体現している。クック邸が5つの要点を体現した最初の作品であり、サヴォア邸でより完成度の高い実例を示した。
都市計画の分野でもパリ改造計画案を発表したほか、CIAM 第4回会議でル・コルビュジエらが提案したアテネ憲章（1933年）は、公開空地など、以後の都市計画理論に多大な影響を与えた。後にはチャンディーガルなどで実践している。終始モダニズムの論客として、新しいビジョンを示す論陣を張ってきた彼は、実作においては自由な芸術家としての立場を貫き、必ずしも常に論理性を重視しているとはいえない。しかし、作品の独創性や新規性により、そうした矛盾を問題視させない。晩年のロンシャンの礼拝堂（ノートルダム・デュ・オー礼拝堂）は造形を特に強調し、それまで主張していたモダニズム建築を超えた作品として注目される。ル・コルビュジエの建築模型や図面、家具は、20点以上がニューヨーク近代美術館に収蔵されている。ル・コルビュジエの代表作であるLC2 Grand Confort（大いなる快適）は、デザイン家具の歴史上、大きな功績を残した作品である。
ル・コルビュジエ設計の多くの建築で、ドイツのヴァイセンホーフ・ジードルングの住宅、アルゼンチンのクルチェット邸、ベルギーのギエット邸、フランスのラ・ロッシュ＝ジャンヌレ邸、ペサックの集合住宅、サヴォア邸、ナンジェセール・エ・コリ通りのアパート、ユニテ・ダビタシオン、サン・ディエ工場、ロンシャンの礼拝堂、カップ・マルタンの小屋、ラ・トゥーレット修道院、フィルミニのレクリエーション・センター、インドのチャンディーガル、東京上野の国立西洋美術館、そしてスイスのレマン湖畔の小さな家およびイムーブル・クラルテの計7か国17件は、2016年に開催された第40回世界遺産委員会においてル・コルビュジエの建築作品-近代建築運動への顕著な貢献-として世界遺産に登録された。
スイス北部のチューリッヒ湖畔の公園内に、友人ハイディ・ウェーバー（コルビュジエ設計の家具を商品化した女性）の依頼により「ル・コルビュジエ・センター」が1967年に完成している。2015年に「ル・コルビュジエ・パヴィリオン　Pavillon Le Corbusier」で新装開館した。
生前ル・コルビュジエが構想し設立を認めさせていた彼の仕事の保管・管理機構は、1968年にル・コルビュジエ財団が設立され、設計建築したパリのジャンヌレ邸（ラ・ロシュ＝ジャンヌレ邸の片方）に本拠を置き、作品の管理・保護を行っている。
名前の表記
Le Corbusierがめずらしい名前のせいもあり、誤記もふくめさまざまな表記が見られる。「ル」を付けない表記が多く見られるほか、「コルビュジエ」の部分についても、コルビュジェ、コルブジェ、コルブジエ、コルビジエ、コルビジェ、コルビュゼ、コルビジュ、コルビュジュなどがある。フランス語の発音は [lə kɔʁbyzje] であるため、これにもっとも近い転写をするなら「ル・コルビュズィエ」となる。

パリ万国博覧会（1925年）のレスプリ・ヌーヴォー館で展示されたパリ改造構想「ヴォアザン計画」（1925年）

都市計画・構想
ル・コルビュジエは多くの都市計画を立案しこの分野に大きな影響を与えたものの、ほとんどが計画の段階にとどまり、実現したものは1951年にインド北部に建設された新興都市チャンディーガルの都市計画のみである。ル・コルビュジエの立案した都市計画には以下のようなものがある。
- 1932年アルジェA計画。工業都市を念頭にロシア構成主義の理論と、ギンズバーグの線状都市理論の影響を受けて計画立案した。
- サンディエ小都市復興計画
- 第6区不良宅地再開発計画ラ・ロッシェルに参画。高層建築群の案でまとめた。
- 北アフリカ・ヌムール
- バルセロナ再整備
- ブラジル大学都市
- 小農場ラ・フェルム・ラジエゥーズ
- リオデジャネイロ計画
- モンテヴィデオ概略都市
- チャンディーガル

## 建築作品
| 名称                                           | 竣工年 | 所在地                                     | 国             | 備考                                   |
| ---------------------------------------------- | ------ | ------------------------------------------ | -------------- | -------------------------------------- |
| ファレ邸                                       | 1907年 | ラ・ショー＝ド＝フォン                     | スイス         |                                        |
| ジャクメ邸                                     | 1908年 | ラ・ショー＝ド＝フォン                     | スイス         |                                        |
| ストッツァー邸                                 | 1908年 | ラ・ショー＝ド＝フォン                     | スイス         |                                        |
| ジャンヌレ邸                                   | 1908年 | ラ・ショー＝ド＝フォン                     | スイス         |                                        |
| ファーブル＝ジャコ邸                           | 1912年 | ル・ロックル                               | スイス         |                                        |
| シネマ・スカラ                                 | 1916年 | ラ・ショー＝ド＝フォン                     | スイス         |                                        |
| シュウォブ邸                                   | 1917年 | ラ・ショー＝ド＝フォン                     | スイス         |                                        |
| 給水塔                                         | 1917年 | ポダンサック                               | フランス       |                                        |
| レマン湖の小さな家（母の家）                   | 1923年 | ヴヴェイ                                   | スイス         | 世界遺産                               |
| エスプリ・ヌーヴォー館                         | 1924年 | パリ                                       | フランス       | ボローニャに復元                       |
| アトリエ・オザンファン                         | 1924年 | パリ                                       | フランス       |                                        |
| ベスヌス邸                                     | 1924年 | ヴォークレソン                             | フランス       |                                        |
| ラ・ロシュ＝ジャンヌレ邸                       | 1924年 | パリ                                       | フランス       | 世界遺産                               |
| ヴォアザン計画                                 | 1925年 | パリ                                       | フランス       | 計画案                                 |
| ペサックの住宅群                               | 1925年 | ペサック                                   | フランス       | 世界遺産                               |
| リプチッツ邸                                   | 1925年 | ブローニュ                                 | フランス       |                                        |
| テルニジン邸                                   | 1926年 | ブローニュ                                 | フランス       |                                        |
| ミスチャニノフ邸                               | 1926年 | ブローニュ                                 | フランス       |                                        |
| 人民の家                                       | 1926年 | パリ                                       | フランス       |                                        |
| クック邸                                       | 1927年 | ブローニュ                                 | フランス       |                                        |
| スタイン邸                                     | 1927年 | ギャルシュ                                 | フランス       | [ 注 3 ]                               |
| ヴァイセンホーフ・ジードルングの住宅           | 1927年 | シュツットガルト                           | ドイツ         | 世界遺産                               |
| ギエット邸                                     | 1927年 | アントウェルペン                           | ベルギー       | 世界遺産                               |
| プラネクス邸                                   | 1928年 | パリ                                       | フランス       |                                        |
| ムンダネウム                                   | 1929年 | ジュネーブ                                 | スイス         | 計画案                                 |
| ソヴィエトパレス                               | 1931年 | モスクワ                                   | ロシア         | 計画案                                 |
| サヴォア邸                                     | 1931年 | ポワッシー                                 | フランス       | 世界遺産                               |
| マンドロウ邸                                   | 1931年 | トゥーロン郊外                             | フランス       |                                        |
| ヴェイゾー邸                                   | 1931年 | カルタゴ                                   | チュニジア     |                                        |
| スイス学生会館                                 | 1932年 | パリ                                       | フランス       |                                        |
| イムーブル・クラルテ（クラルテ集合住宅）       | 1932年 | ジュネーブ                                 | スイス         | 世界遺産                               |
| パリ救世軍本部                                 | 1933年 | パリ                                       | フランス       |                                        |
| ナンジュセール・エ・コリ通りのアパート（自邸） | 1934年 | パリ                                       | フランス       | 世界遺産（ポルト・モリトーの集合住宅） |
| ウィークエンドハウス                           | 1935年 | ラ・セル＝サン＝クルー                     | フランス       |                                        |
| マテの家                                       | 1935年 | ラ・パルミール                             | フランス       |                                        |
| セントロソユーズ                               | 1935年 | モスクワ                                   | ロシア         |                                        |
| ブラジル教育保健省                             | 1936年 | リオデジャネイロ                           | ブラジル       | 共同設計                               |
| 国際連合本部ビル                               | 1947年 | ニューヨーク                               | アメリカ合衆国 | 計画案                                 |
| クルチェット邸                                 | 1949年 | ラプラタ                                   | アルゼンチン   | 世界遺産                               |
| デュヴァル織物工場                             | 1951年 | フランス北部・サン＝ディエ＝デ＝ヴォージュ | フランス       |                                        |
| サラバイ邸                                     | 1951年 | インド・アーメダバード                     | インド         |                                        |
| マルセイユのユニテ・ダビタシオン               | 1952年 | マルセイユ                                 | フランス       | 世界遺産                               |
| カプ・マルタンの休暇小屋                       | 1952年 | カプ・マルタン                             | フランス       | 世界遺産                               |
| ボートクラブ ※                                 | 1953年 | チャンディガール                           | インド         |                                        |
| ジャウル邸                                     | 1955年 | ヌイイ＝シュル＝セーヌ                     | フランス       |                                        |
| ロンシャンの礼拝堂                             | 1955年 | ロンシャン                                 | フランス       | 世界遺産                               |
| ルゼのユニテ・ダビタシオン                     | 1955年 | ルゼ・レ・ナント                           | フランス       |                                        |
| 高等裁判所 ※                                   | 1955年 | チャンディガール                           | インド         | 世界遺産                               |
| 繊維業会館                                     | 1956年 | アーメダバード                             | インド         |                                        |
| ショーダン邸                                   | 1956年 | アーメダバード                             | インド         |                                        |
| コルビュジエ夫妻の墓                           | 1957年 | カプ・マルタン                             | フランス       |                                        |
| ブリュッセル万博フィリップス館                 | 1958年 | ブリュッセル                               | スイス         |                                        |
| 合同庁舎 ※                                     | 1958年 | チャンディガール                           | インド         | 世界遺産                               |
| 美術館 ※                                       | 1958年 | チャンディガール                           | インド         | 世界遺産                               |
| サンスカル・ケンドラ美術館                     | 1958年 | アーメダバード                             | インド         |                                        |
| ベルリンのユニテ・ダビタシオン                 | 1958年 | ベルリン                                   | ドイツ         | ベルリン国際建築博出展作品             |
| ブラジル学生会館                               | 1959年 | パリ                                       | フランス       |                                        |
| ラ・トゥーレット修道院                         | 1959年 | リヨン郊外                                 | フランス       | 世界遺産                               |
| 美術学校と建築学校 ※                           | 1959年 | チャンディガール                           | インド         | 世界遺産                               |
| 国立西洋美術館                                 | 1959年 | 東京都台東区上野公園                       | 日本           | 基本設計 世界遺産                      |
| 議事堂 ※                                       | 1962年 | チャンディガール                           | インド         | 世界遺産                               |
| ローヌ・ライン運河にある閘門                   | 1962年 | ミュルーズ郊外                             | フランス       |                                        |
| ブリエ・アン・フォレのユニテ・ダビタシオン     | 1963年 | ブリエ                                     | フランス       |                                        |
| カーペンター視覚芸術センター                   | 1963年 | イギリス・ケンブリッジ                     | アメリカ合衆国 |                                        |
| 文化会館 ※※                                    | 1965年 | フィルミニ                                 | フランス       | 世界遺産                               |
| ル・コルビュジエ・センター                     | 1967年 | チューリッヒ                               | スイス         |                                        |
| フィルミニのユニテ・ダビタシオン ※※            | 1968年 | フィルミニ                                 | フランス       | 世界遺産                               |
| 競技場 ※※                                      | 1968年 | フィルミニ                                 | フランス       | 世界遺産                               |
| プール ※※                                      | 1970年 | フィルミニ                                 | フランス       |                                        |
| 開かれた手の碑 ※                               | 1985年 | チャンディガール                           | インド         |                                        |
| サン・ピエール教会 ※※                          | 2006年 | フィルミニ                                 | フランス       | 世界遺産                               |

- 作品リスト中の ※は1952-1959年 チャンディーガル都市計画
- 作品リスト中の ※※は1960-2006年 フィルミニの建築群

### ギャラリー

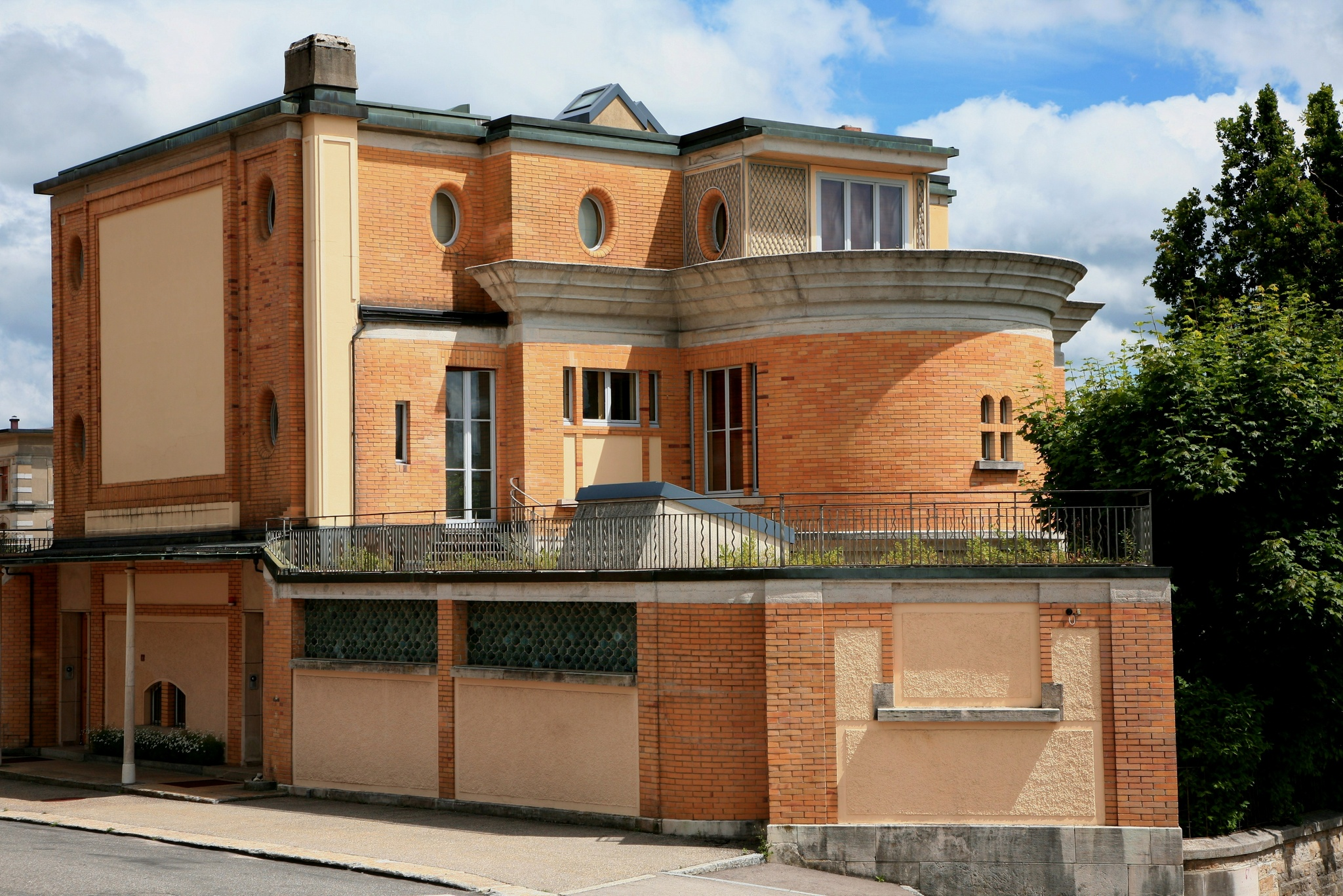
シュウォブ邸
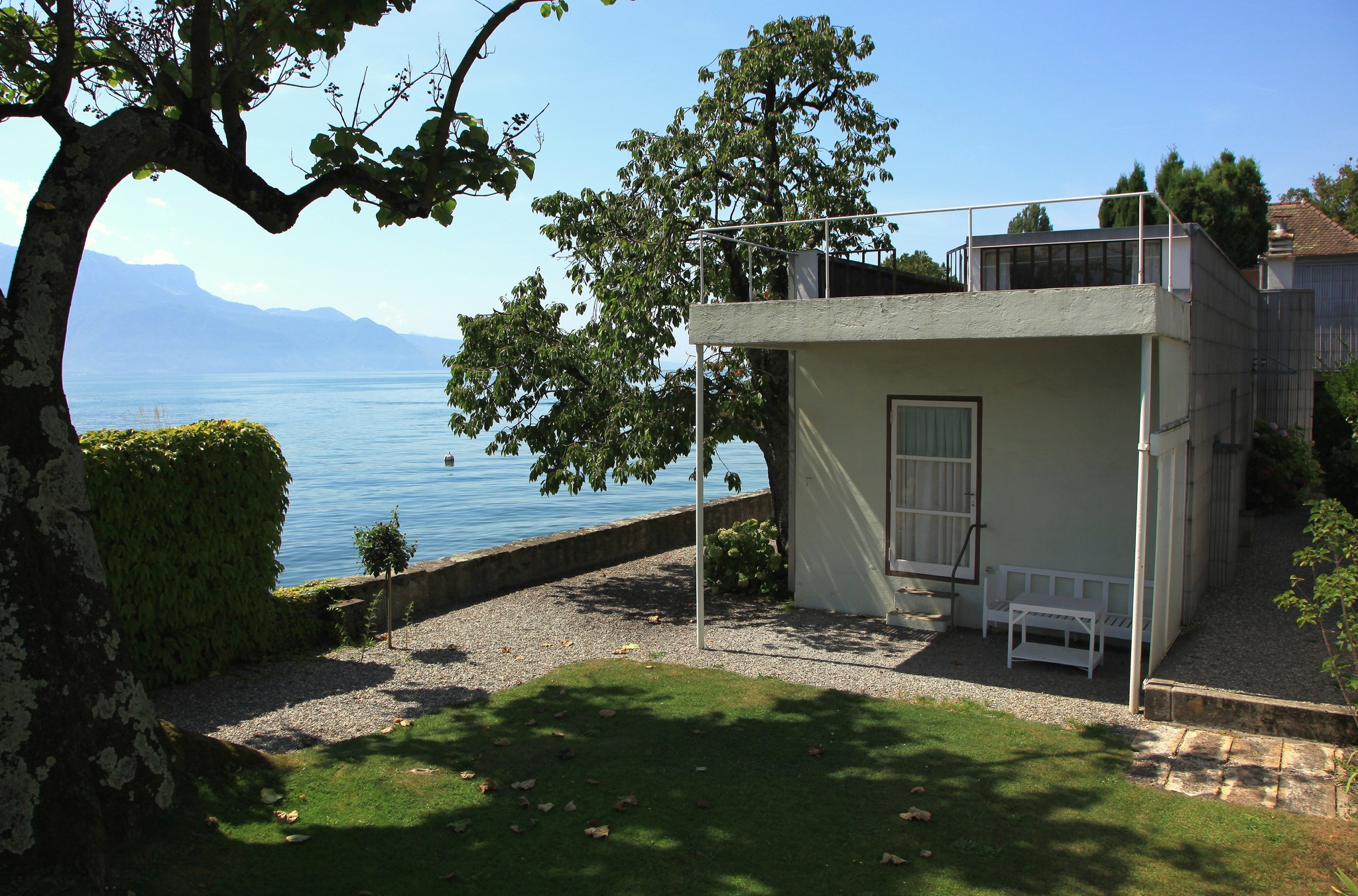
小さな家（母の家）
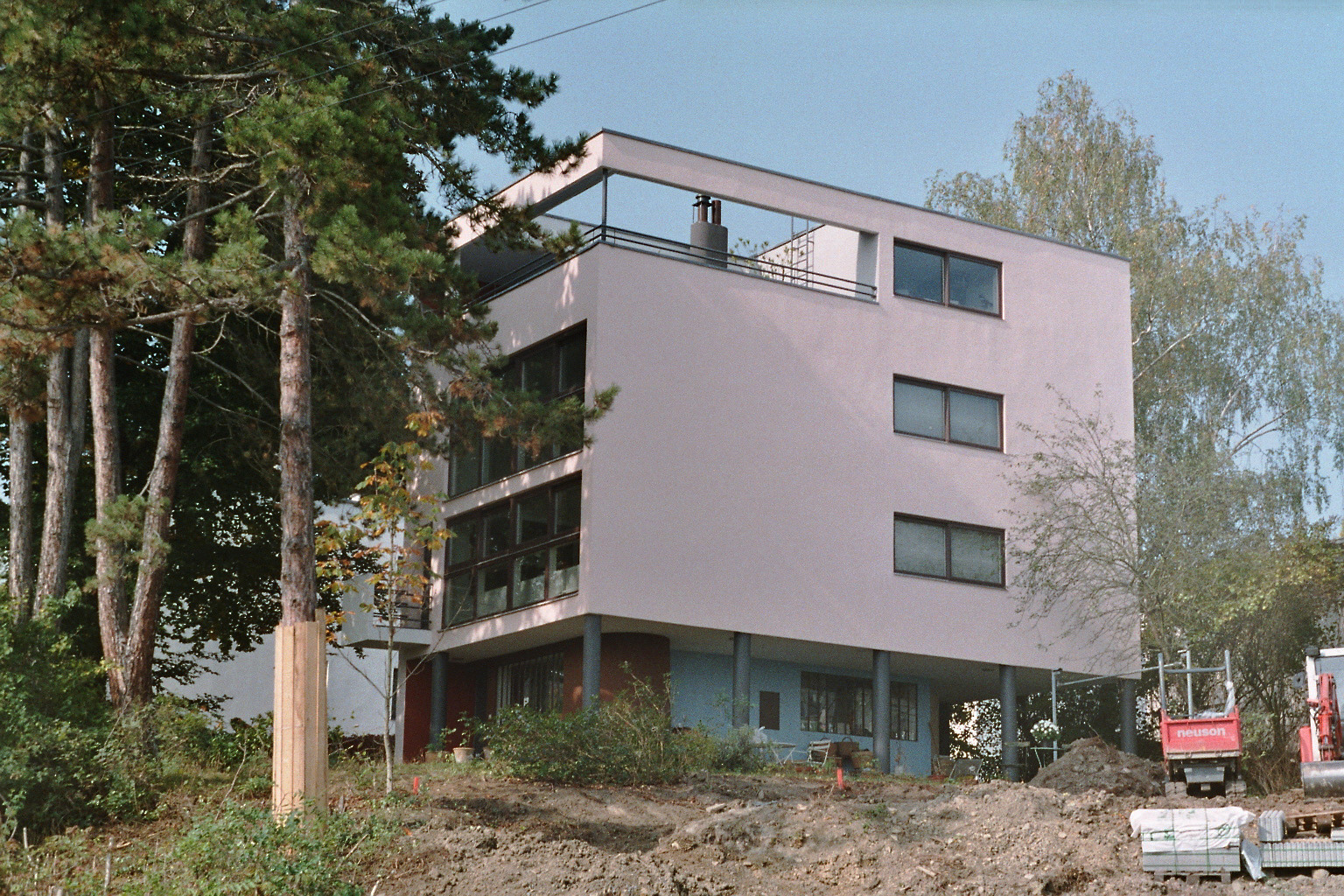
ヴァイセンホーフ・ジードルングの住宅
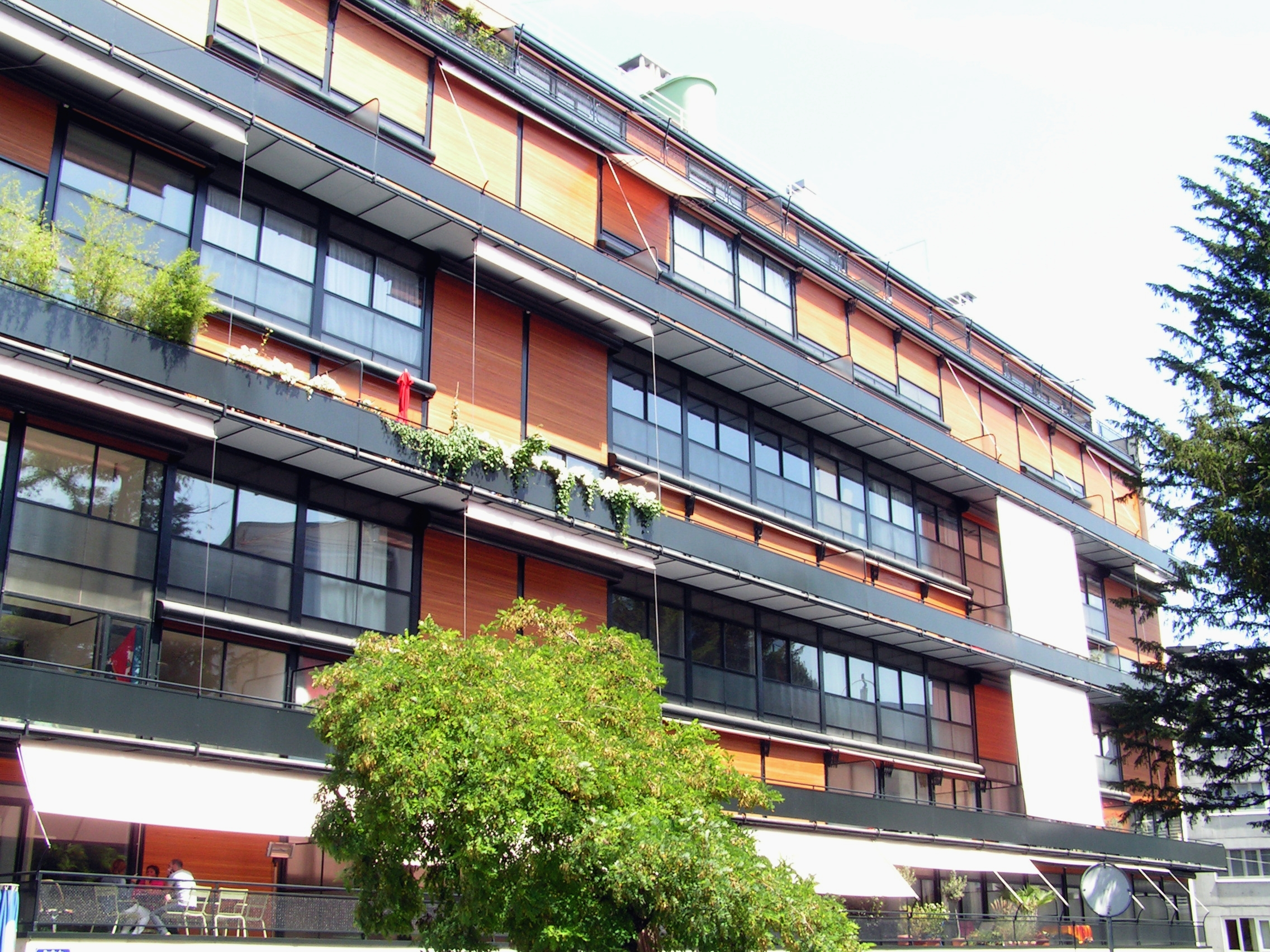
イムーブル・クラルテ（クラルテ集合住宅）
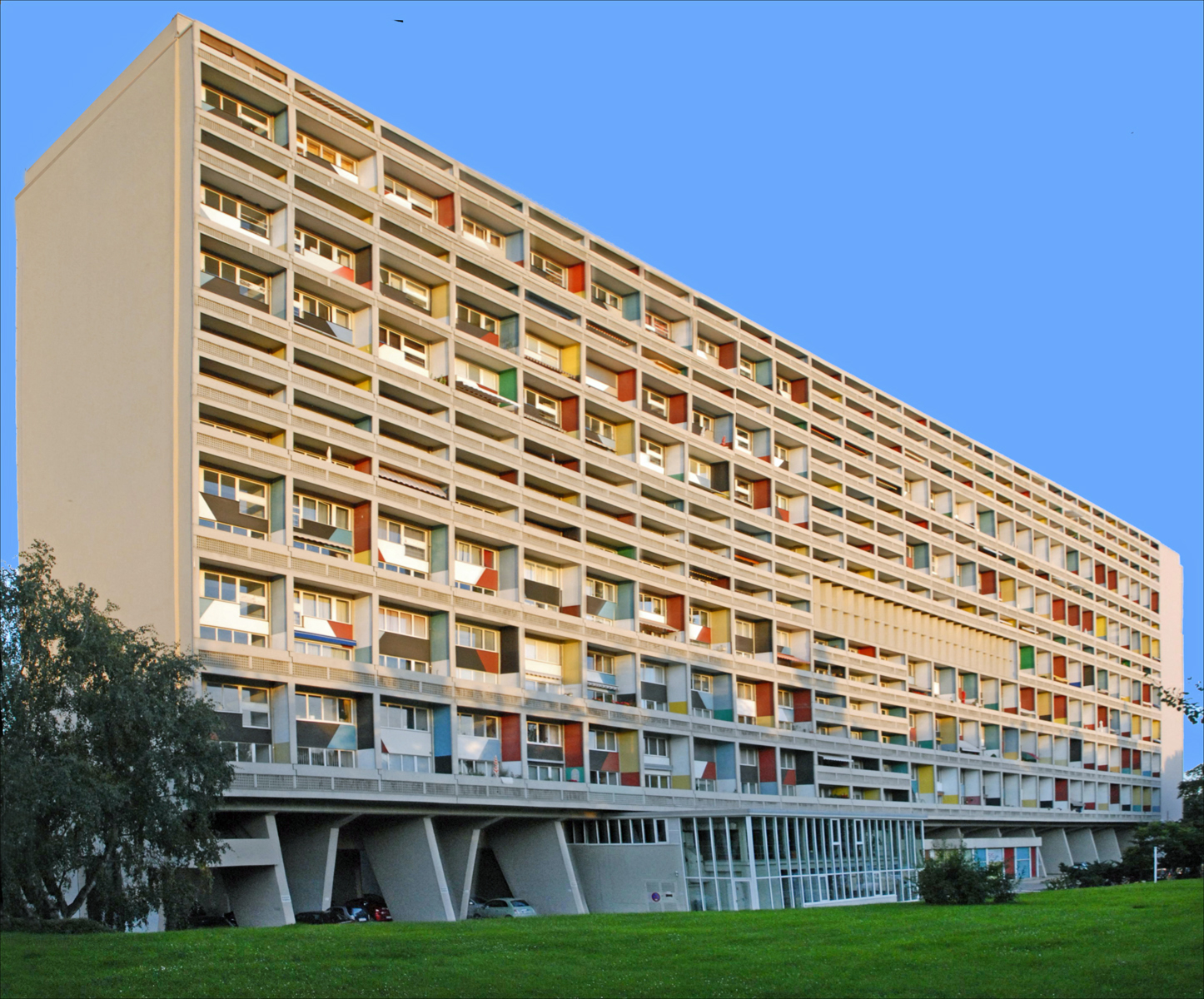
ベルリンのユニテ・ダビタシオン
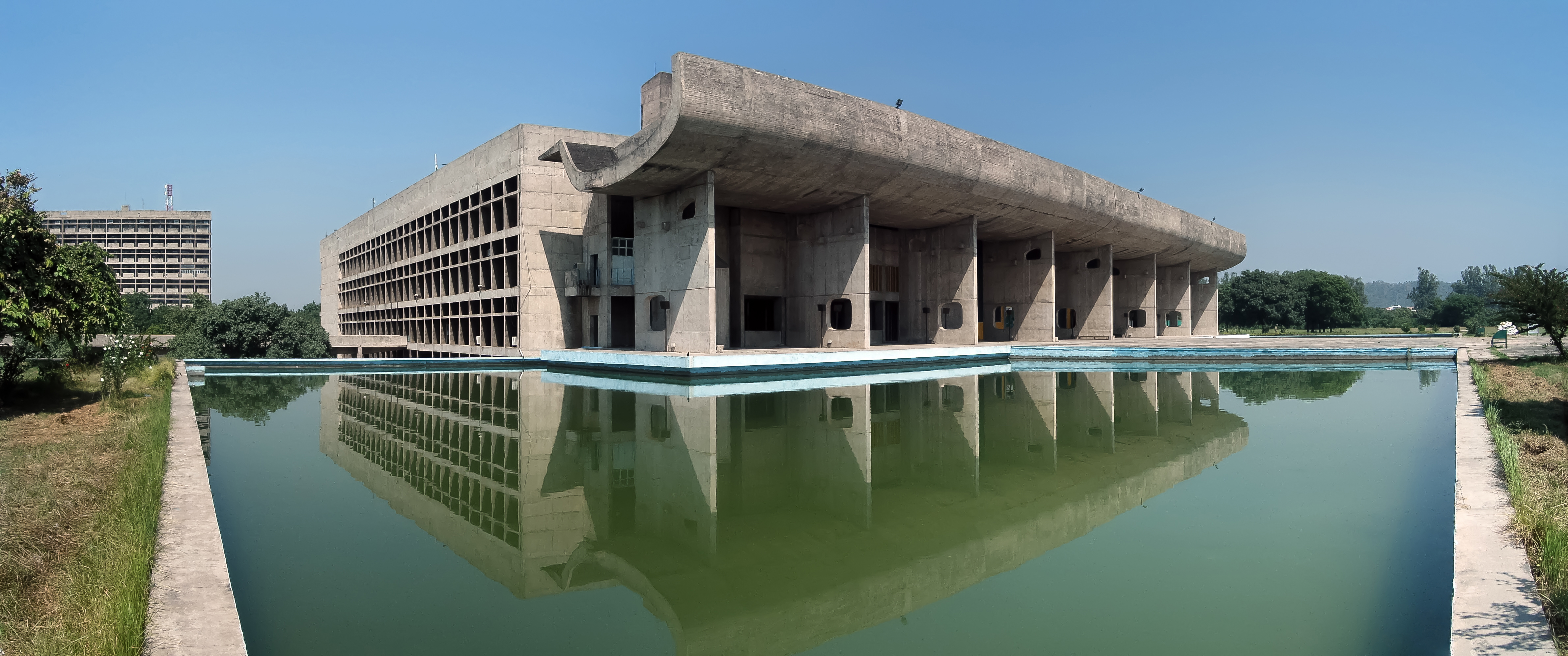
議事堂、チャンディーガル（1962年）
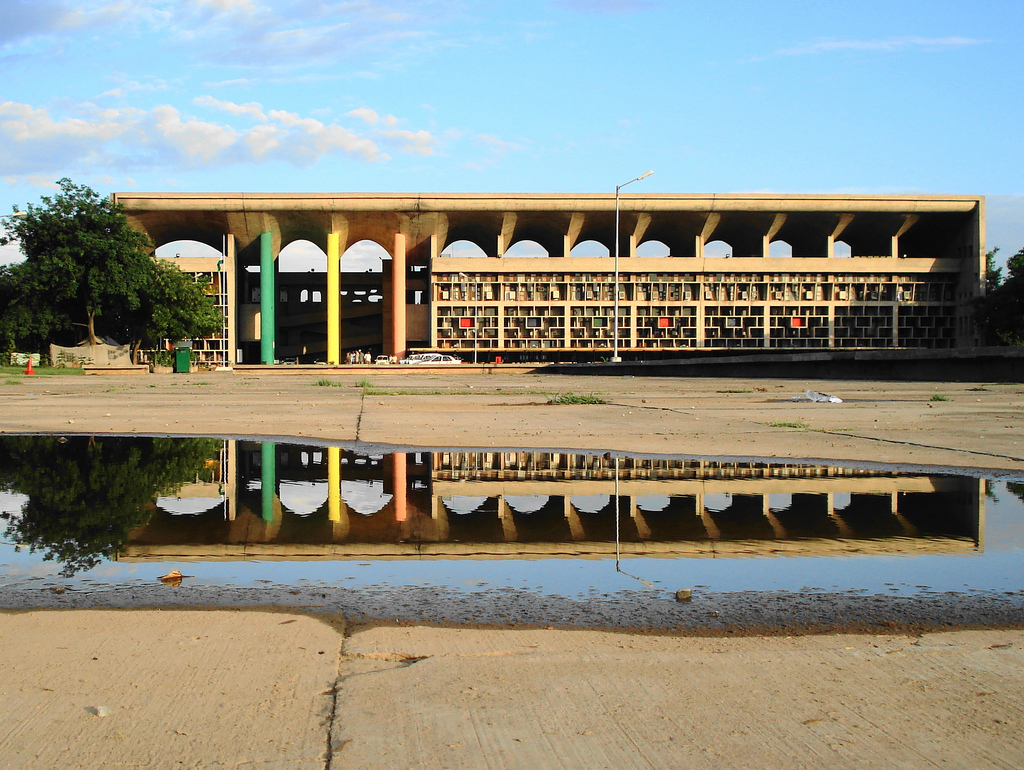
高等裁判所（チャンディーガル）
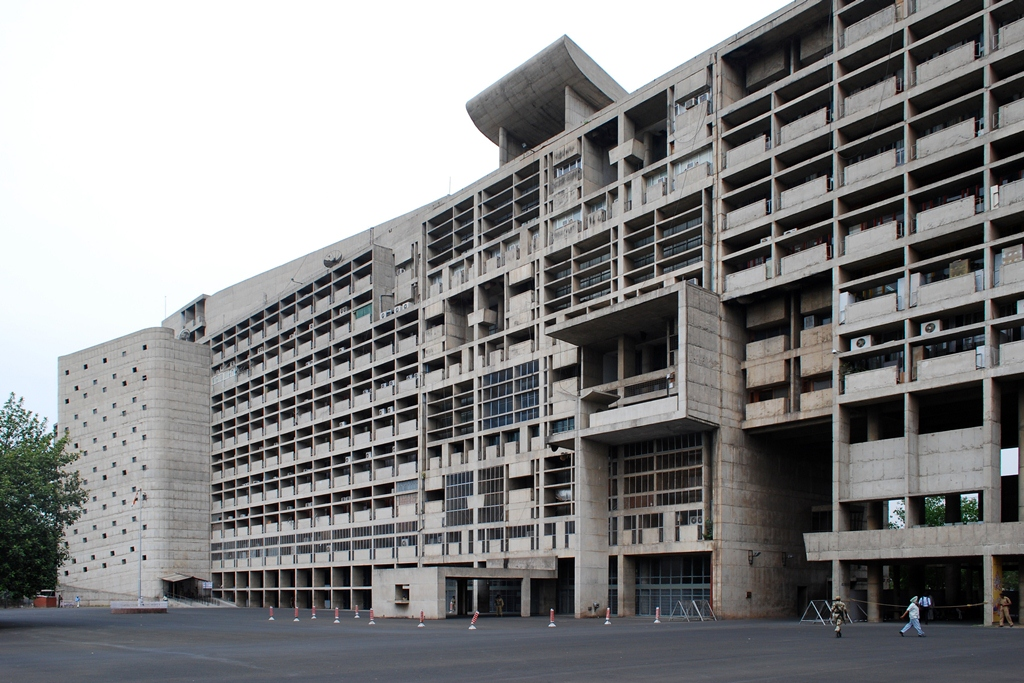
行政庁舎（チャンディーガル）
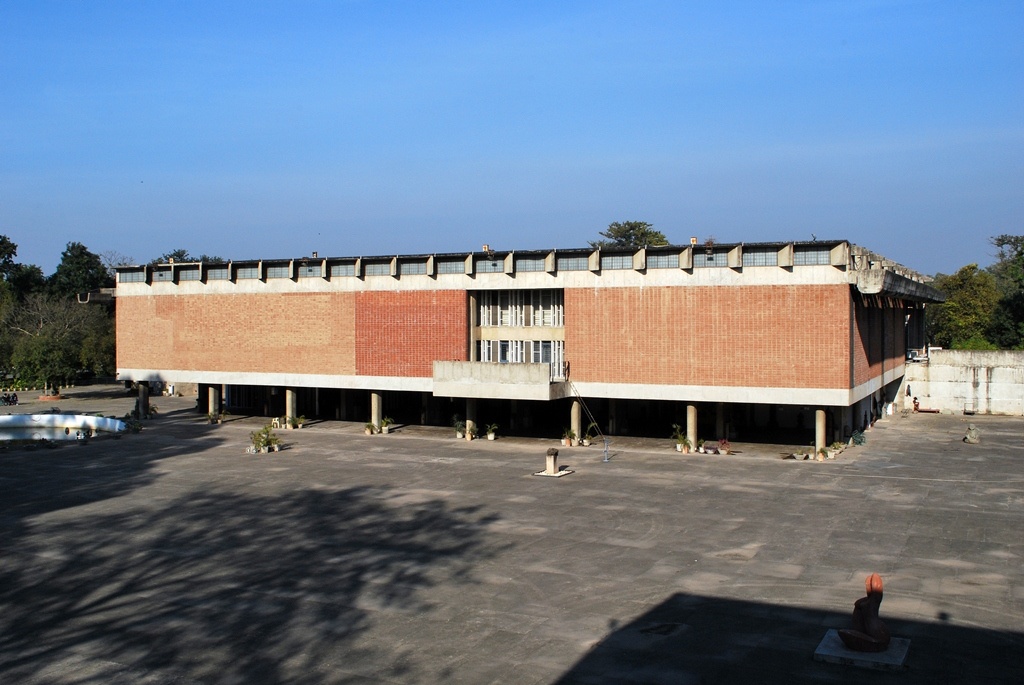
美術学校と建築学校（チャンディーガル）
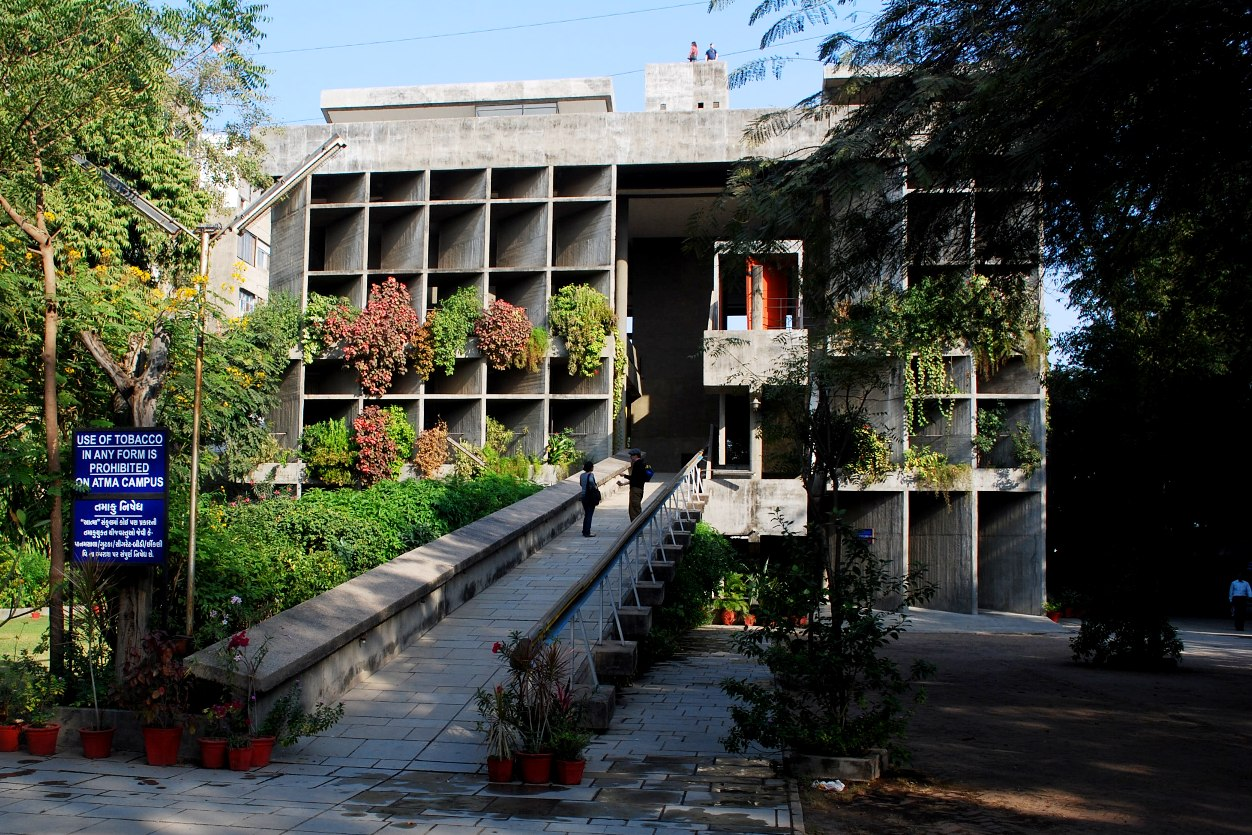
繊維業会館（アーメダバード）
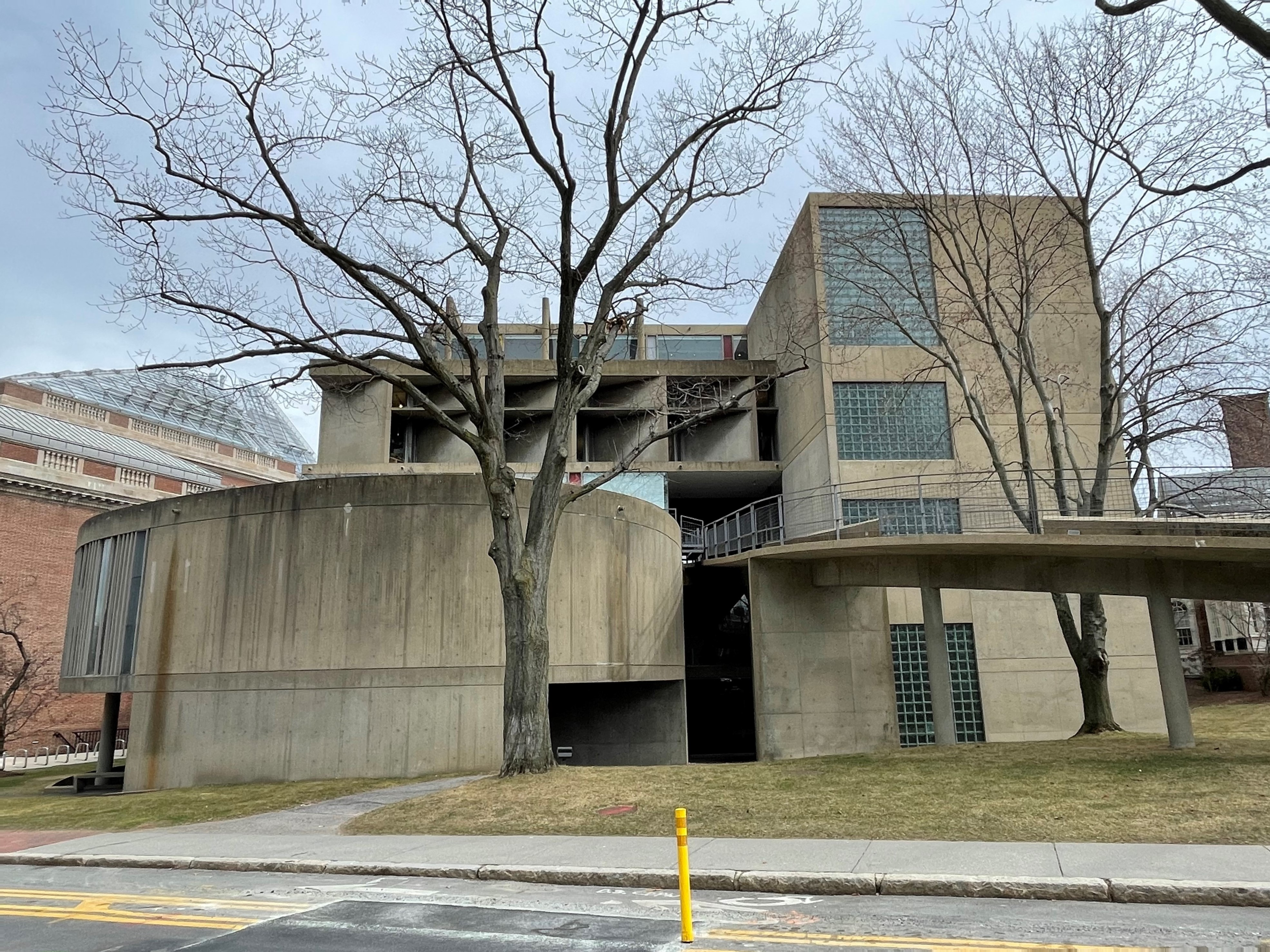
カーペンター視覚美術センター
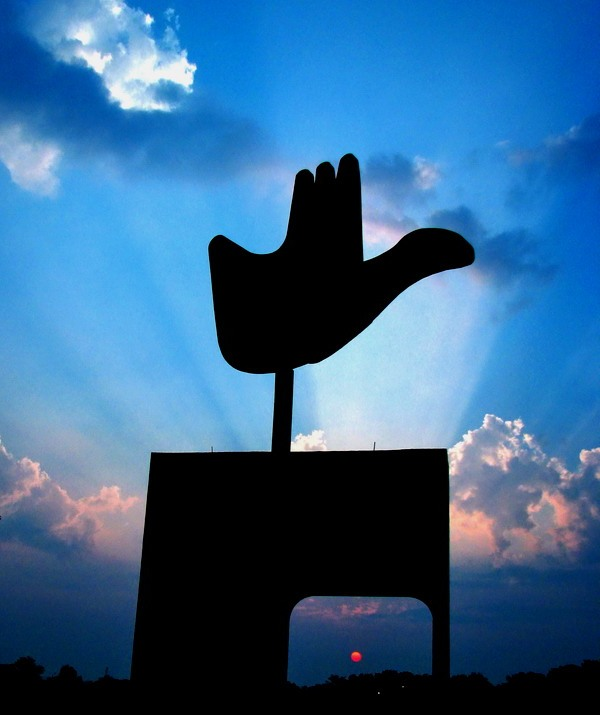
開かれた手の碑（チャンディーガル）

## 師弟関係
- ル・コルビュジエ→バーソルド・リュベトキン
- ル・コルビュジエ→前川國男→丹下健三→大谷幸夫・槇文彦・磯崎新・谷口吉生
- ル・コルビュジエ→吉阪隆正→象設計集団
- ル・コルビュジエ→坂倉準三→西澤文隆・柳宗理
- ヤニス・クセナキス - 現代音楽作曲家。1948年より建築家ル・コルビュジエの下で働き、建築家として1958年のブリュッセル万国博覧会でフィリップス館を建設する。

三人の日本人弟子の存在については、国内でも一般にはあまり知られていない。

## 著作
- 『建築をめざして』 1923年（吉阪隆正訳、鹿島出版会：SD選書） 
  - 『建築へ』（樋口清訳、中央公論美術出版、2003年、普及版2011年）- 新訳（完訳版）
- 『今日の装飾芸術』 1925年（前川國男訳、鹿島出版会：SD選書）
- 『ユルバニスム』 1925年（樋口清訳、SD選書）
- 『住宅と宮殿』 1928年（井田安弘訳、SD選書）
- 『アテネ憲章』 1933年（吉阪隆正訳、SD選書）
- 『輝ける都市』 1935年（白石哲雄監訳、河出書房新社、2016年）
- 『伽藍が白かったとき』 1937年（生田勉・樋口清訳、岩波書店→岩波文庫、2007年）
- 「都市化の思考方法 Manière de penser l'urbanisme」 1946年『輝く都市』（坂倉準三訳、丸善→SD選書）
- 『小さな家　Une petite maison, 1923』 1954年（森田一敏訳、集文社、1980年）- 小著
- 『モデュロール 1・2』 1948-1955年（吉阪隆正訳）- ※以下も全てSD選書判
- 『エスプリ・ヌーヴォー 近代建築名鑑』（山口知之訳）
- 『プレシジョン 新世界を拓く 建築と都市計画 （上・下）』（井田安弘・芝優子訳）
- 『三つの人間機構』（山口知之訳）
- 『四つの交通路』（井田安弘訳）
- 『東方への旅』（石井勉・長尾重武ほか全6名訳）
- 『人間の家』 F・ド・ピエールフウ共著（西沢信弥訳）
- 『近代絵画』本名のE.ジャンヌレ名義、アメデエ・オザンファン共著（吉川逸治訳）
- 『建築十字軍 アカデミーの黄昏』（井田安弘訳、東海大学出版会 1978年→SD選書、2011年）
- 『建築家の講義 ル・コルビュジエ』（岸田省吾監訳、桜木直美訳、丸善、2006年） - 小著
- 『ムンダネウム』 ポール・オトレ共著（山名善之・桑田光平訳、筑摩書房、2009年）
- 『マルセイユのユニテ・ダビタシオン』（山名善之・戸田穣訳、ちくま学芸文庫、2010年）- 図版多数
- 『パリの運命』（林要次・松本晴子訳、彰国社、2012年）- 小著
- 『ル・コルビュジエ書簡撰集』ジャン・ジャンジェ編・序（千代章一郎訳註・解説、中央公論美術出版、2016年）

## 関連書籍
- ジャン・プティ『ル・コルビュジエ：みずから語る生涯』 田路貴浩・松本裕訳、中央公論美術出版、2021年。自身が没する直前に認めた伝記
- アンソニー・フリント『ル・コルビュジエ：モダンを背負った男』 渡邉泰彦訳、鹿島出版会、2023年。包括的な評伝

### 入門書
- 『ユリイカ 「特集 ル・コルビュジエ」--生誕120年記念特集』2007年5月号、青土社
- 『建築家ル・コルビュジエの教科書』 マガジンハウス・ムック（2009年、新版2016年）
- 安藤忠雄 『ル・コルビュジエの勇気ある住宅』 新潮社〈とんぼの本〉、2004年
- 市川智子 『愛と哀しみのル・コルビュジエ』 彰国社〈建築文化シナジー〉、2007年
- 越後島研一 『ル・コルビュジエを見る－20世紀最高の建築家、創造の軌跡』 中央公論新社〈中公新書〉、2007年
- ジャン・ジャンジェ 『ル・コルビュジエ：終わりなき挑戦の日々』 藤森照信監修、遠藤ゆかり訳、創元社 〈「知の再発見」双書126〉、2006年
- 林美佐 『もっと知りたいル・コルビュジエ 生涯と作品』 東京美術〈アート・ビギナーズ・コレクション〉、2015年
- 八束はじめ 『ル・コルビュジエ』 講談社学術文庫、2022年。改訂新版

### 専門書
- 磯崎新 『ル・コルビュジエとはだれか』王国社、2000年
- アンドレ・ヴォジャンスキー 『ル・コルビュジエの手』 白井秀和訳、中央公論美術出版、2006年
- 越後島研一 『ル・コルビュジエ／創作を支えた九つの原型』 彰国社、2002年
- 加藤道夫『総合芸術家ル・コルビュジエの誕生 評論家・画家・建築家』 丸善出版、2012年
- ウイリアム・カーティス 『ル・コルビュジエ：理念と形態』 中村研一訳、鹿島出版会、1992年
- デボラ・ガンス (Deborah Gans) 『ル・コルビュジエ全作品ガイドブック』 加藤道夫監訳、丸善出版、2008年
- ビアトリス・コロミーナ 『マスメディアとしての近代建築：アドルフ・ロースとル・コルビュジエ』 松畑強訳、鹿島出版会、1996年
- 佐々木宏 『巨匠への憧憬：ル・コルビュジエに魅せられた日本の建築家たち』 相模書房、2000年
- 佐々木宏 『知られざるル・コルビュジエを求めて』 王国社、2005年
- フローラ・サミュエル (Flora Samuel) 『ディテールから探る：ル・コルビュジエの建築思想』 加藤道夫監訳、丸善、2009年
- アレグザンダー・ツォニス (Alexander Tzonis) 『ル・コルビュジエ：機械とメタファーの詩学』 繁昌朗訳、鹿島出版会、2007年
- 東京大学工学部建築学科・安藤忠雄研究室編 『ル・コルビュジエの全住宅』 TOTO出版、2001年
- 富永譲『ル・コルビュジエ建築の詩：12の住宅の空間構成』 鹿島出版会、2003年
- 八束はじめ『ル・コルビュジエ 生政治としてのユルバニス』 青土社、2014年
- 松隈洋『ル・コルビュジエから遠く離れて　日本の20世紀建築遺産』 みすず書房、2016年
- 山名善之『世界遺産ル・コルビュジエ作品群』 TOTO出版、2018年
- 五十嵐太郎『ル・コルビュジエがめざしたもの　近代建築の理論と展開』 青土社、2018年
- 『ル・コルビュジエ読本 GA』 A.D.A.EDITA Tokyo、2014年。写真と19名の論集
- 『ル・コルビュジエと日本』 高階秀爾・鈴木博之・三宅理一・太田泰人編、鹿島出版会、1999年
- 『吉阪隆正集 第8巻 ル・コルビュジエと私』 勁草書房、1984年、直弟子の回想ほか

### 図録・写真集
- 「ル・コルビュジエ 日本展」 大阪市立美術館、国立西洋美術館、1960-61年－日本での最初期の紹介。
- 「ル・コルビュジエ展」 日本建築学会・同実行委員会編、1989-90年（安田火災東郷青児美術館）、小著
- 「知られざるル・コルビュジエ展」 大成建設主催、1991年3月（東京国際美術館）
- 「ル・コルビュジエ展」 毎日新聞社主催、太田泰人ほか編
1996-97年（セゾン美術館、広島市現代美術館、神奈川県立近代美術館）-大著
- 「ル・コルビュジエと国立西洋美術館 開館50周年記念」 展覧会図録、2009年
- 『ル・コルビュジエ 建築・家具・人間・旅の全記録』 エクスナレッジムック、2002年
- 『ル・コルビュジエ パリ、白の時代』 エクスナレッジムック、2004年
- 『ル・コルビュジエのインド』 北田英治写真、彰国社〈建築文化シナジー〉、2005年
- 『ル・コルビュジエ 建築とアート、その創造の軌跡』 リミックスポイント、2007年
- 『ル・コルビュジエ 光の遺産』 林美佐／千代章一郎監修、アーキメディア、2008年
- 『ル・コルビュジエ 機械時代における建築の叙情性』 ジャン＝ルイ・コーエン、タッシェン・ジャパン、2009年
- 『ル・コルビュジエ ラ・トゥーレット修道院』宮本和義［写真］栗田仁［文］、バナナブックス、2007年
- 『ル・コルビュジエ サヴォア邸』宮本和義［写真］山名義之［文］、バナナブックス、2007年
- 『ル・コルビュジエ ユニテ・ダビタシオン―マルセイユ』宮本和義［写真］渡辺真理［文］、バナナブックス、2011年
- 『ル・コルビュジエ  別冊太陽』平凡社、2023年。ハナブサ・リュウ 写真

### 大著
- 千代章一郎 『ル・コルビュジエの宗教建築と「建築的景観」の生成』 中央公論美術出版、2004年
- ジェフリー・ベイカー 『ル・コルビュジエの建築－その形態分析』 中田節子訳、鹿島出版会、1991年
- ジャック・リュカン監修 『ル・コルビュジエ事典』 加藤邦男監訳、中央公論美術出版 2007年

## ル・コルビュジエを扱った作品
- ル・コルビュジエとアイリーン 追憶のヴィラ - 2015年のベルギー・アイルランドの伝記映画。ル・コルビュジエ役はヴァンサン・ペレーズ。